# Дестін (Флорида)
Дестін (англ. Destin) — місто (англ. city) в США, в окрузі Окалуса штату Флорида. Населення — 13 931 особа (2020).

## Географія
Дестін розташований за координатами 30°23′34″ пн. ш. 86°28′10″ зх. д. / 30.39278° пн. ш. 86.46944° зх. д. (30.392765, -86.469506).  За даними Бюро перепису населення США в 2010 році місто мало площу 21,93 км², з яких 19,92 км² — суходіл та 2,01 км² — водойми.

### Клімат
| Клімат : Дестін          | Клімат : Дестін | Клімат : Дестін | Клімат : Дестін | Клімат : Дестін | Клімат : Дестін | Клімат : Дестін | Клімат : Дестін | Клімат : Дестін | Клімат : Дестін | Клімат : Дестін | Клімат : Дестін | Клімат : Дестін | Клімат : Дестін |
| Показник                 | Січ.            | Лют.            | Бер.            | Квіт.           | Трав.           | Черв.           | Лип.            | Серп.           | Вер.            | Жовт.           | Лист.           | Груд.           | Рік             |
| Середній максимум, °C    | 16,1            | 17,2            | 20,0            | 23,3            | 27,8            | 30,6            | 31,7            | 31,7            | 30,0            | 26,1            | 21,1            | 16,7            | 24,3            |
| Середній мінімум, °C     | 7,2             | 8,3             | 11,7            | 15,6            | 20,0            | 23,9            | 25,0            | 24,4            | 22,2            | 17,2            | 12,2            | 8,3             | 16,3            |
| Норма опадів, мм         | 129             | 134             | 154             | 108             | 84              | 140             | 202             | 171             | 131             | 97              | 117             | 117             | 1584            |
| ------------------------ | --------------- | --------------- | --------------- | --------------- | --------------- | --------------- | --------------- | --------------- | --------------- | --------------- | --------------- | --------------- | --------------- |
| Джерело: US Climate Data |                 |                 |                 |                 |                 |                 |                 |                 |                 |                 |                 |                 |                 |

## Демографія
Згідно з переписом 2010 року, у місті мешкало 12 305 осіб у 5294 домогосподарствах у складі 3188 родин. Густота населення становила 561 особа/км².  Було 13672 помешкання (624/км²).
Расовий склад населення:
| - 90,1 % — білих - 2,1 % — азіатів - 1,5 % — чорних або афроамериканців - 0,3 % — корінних американців - 0,1 % — вихідців з тихоокеанських островів - 3,0 % — осіб інших рас |

До двох чи більше рас належало 3,0 %. Частка іспаномовних становила 6,5 % від усіх жителів.
За віковим діапазоном населення розподілялося таким чином: 18,6 % — особи молодші 18 років, 66,1 % — особи у віці 18—64 років, 15,3 % — особи у віці 65 років та старші. Медіана віку мешканця становила 41,1 року. На 100 осіб жіночої статі у місті припадало 102,9 чоловіків;  на 100 жінок у віці від 18 років та старших — 103,8 чоловіків також старших 18 років.
Середній дохід на одне домашнє господарство  становив 85 386 доларів США (медіана — 66 148), а середній дохід на одну сім'ю — 97 593 долари (медіана — 73 068). Медіана доходів становила 48 804 долари для чоловіків та 34 938 доларів для жінок. За межею бідності перебувало 7,5 % осіб, у тому числі 11,6 % дітей у віці до 18 років та 5,2 % осіб у віці 65 років та старших.
Цивільне працевлаштоване населення становило 7174 особи. Основні галузі зайнятості: мистецтво, розваги та відпочинок — 20,7 %, освіта, охорона здоров'я та соціальна допомога — 16,7 %, роздрібна торгівля — 12,9 %, будівництво — 11,6 %.